# 양우석 (영화 감독)
양우석(1969년 10월 24일 ~ )은 대한민국의 영화감독, 만화작가이다.

## 학력
- 고려대학교 철학과 학사

## 영화
- 2013년 영화 《변호인》
- 2017년 영화 《강철비》
- 2020년 영화 《강철비 2: 정상회담》
- 2024년 영화 《대가족》

## 웹툰
- 웹툰 《스틸레인》
- 웹툰 《당신이 날 사랑해야 한다면》

## 수상
- 2014년 제9회 맥스무비 최고의 영화상 최고의 감독상 《변호인》
- 2014년 제9회 맥스무비 최고의 영화상 최고의 작품상 《변호인》
- 2014년 제19회 춘사영화상 신인감독상 《변호인》
- 2014년 제16회 우디네 극동영화제 관객상 《변호인》
- 2014년 제16회 우디네 극동영화제 블랙 드래곤 관객상 《변호인》
- 2014년 제50회 백상예술대상 영화부문 신인감독상 《변호인》
- 2014년 제50회 백상예술대상 영화부문 작품상 《변호인》
- 2014년 제14회 디렉터스 컷 시상식 올해의 신인감독상 《변호인》
- 2014년 제23회 부일영화상 부일독자심사단상 《변호인》
- 2014년 제34회 한국영화평론가협회상 신인감독상 《변호인》
- 2014년 제51회 대종상 신인감독상 《변호인》
- 2014년 제51회 대종상 시나리오상 《변호인》
- 2014년 제35회 청룡영화상 최우수작품상 《변호인》
- 2014년 한국영화배우협회 스타의 밤 자랑스러운 영화감독상 《변호인》
- 2018년 제38회 한국영화평론가협회상 영평 11선 《강철비》

## 경력
- 로커스 창작기획본부 본부장
- 올댓스토리 최고고객책임자(CCO)
- SK 인디펜던스 기획실 실장
- MBC 프로덕션 영화기획실 프로듀서